# Skye
Insula Skye (în engleză Isle of Skye, în scoțiană An t-Eilean Sgitheanach) face parte din arhipelagul Hebridelor interioare în nord-vestul Scoției, Regatul Unit. Administrativ face parte din districtul Highland.

## Geografie
Insula ocupă o suprafață de 1.656,25 km², fiind a două după mărime din țară, după Lewis and Harris (exceptând Marea Britanie). Teritoriul este muntos, cel mai înalt punct (muntele Sgùrr Alasdair) are 993 m deasupra nivelului mării, ceea ce face insula a treia după înălțime din Insulele Britanice, după Marea Britanie și Irlanda. Climatul este umed, marin, cu precipitații frecvente și abundente în toate anotimpurile.

## Populație
Pe Skye locuiesc 10,008 de locuitori (2011), este a 4-a cea mai populată insulă din Scoția. Cea mai mare așezare este orașul Portree. Skye este unul dintre puținele regiuni în care galica scoțiană este nativă pentru o mare parte a populației, deși valoarea ei scade. Dacă în anii 1900, scoțiana era limbă maternă pentru mai mult de 75% din populație, în 1971 pentru aproximativ o jumătate din populație, iar în 2001 doar pentru 31%.

## Infrastructură
Podul Skye leagă insula de localitatea Kyle of Lochalsh de partea principală a țării.

## Galerie

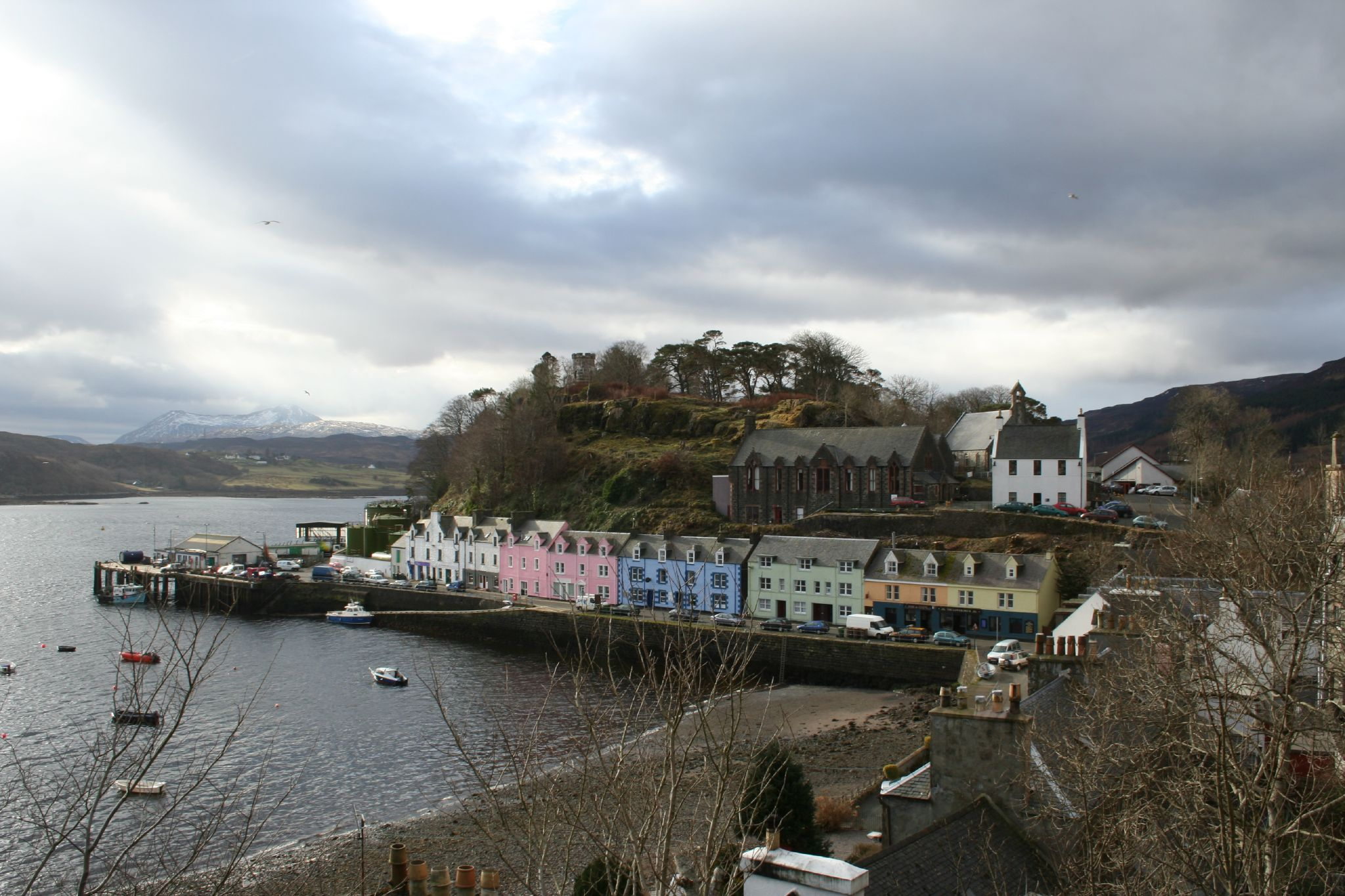
Portree
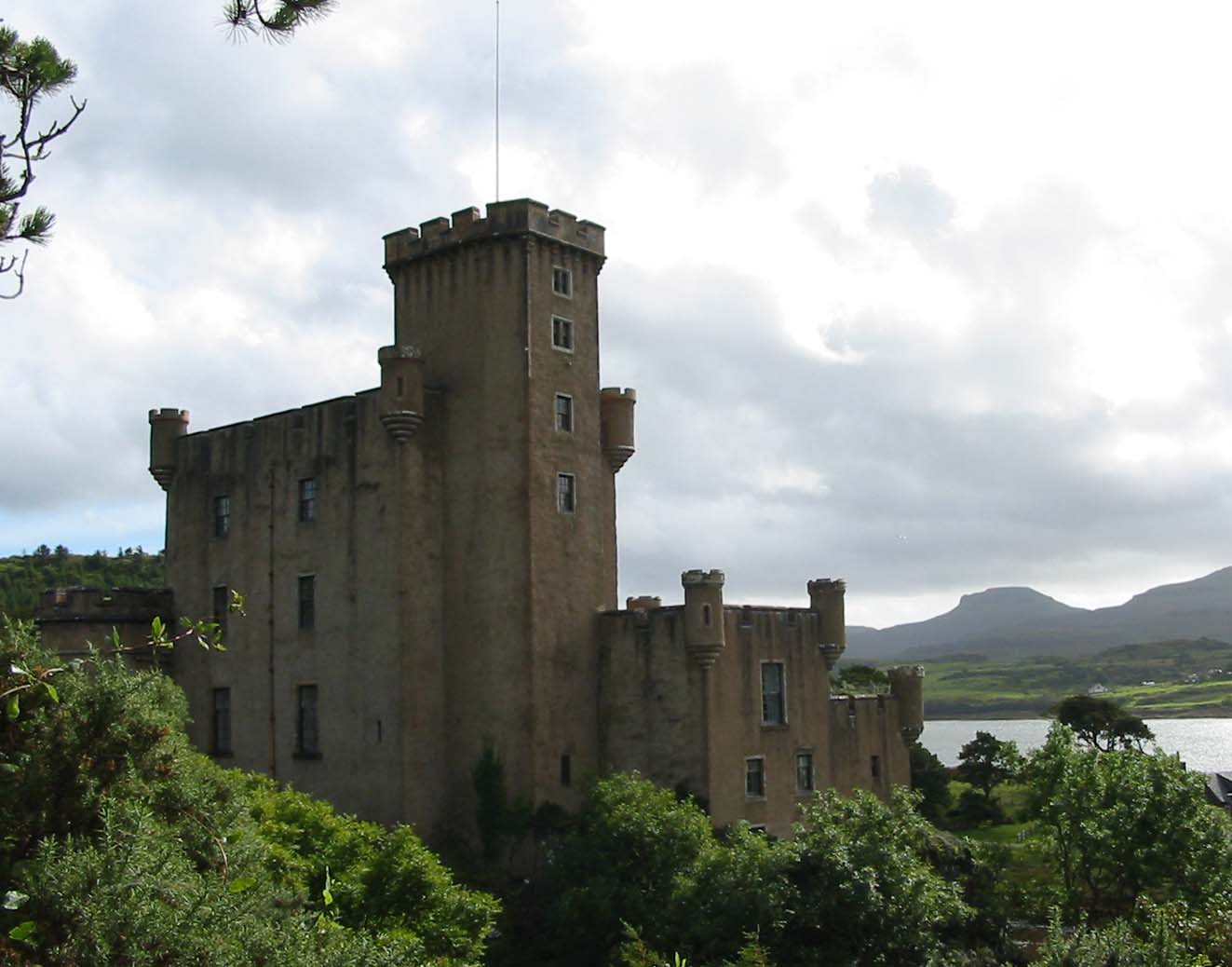
Castelul Dungevan
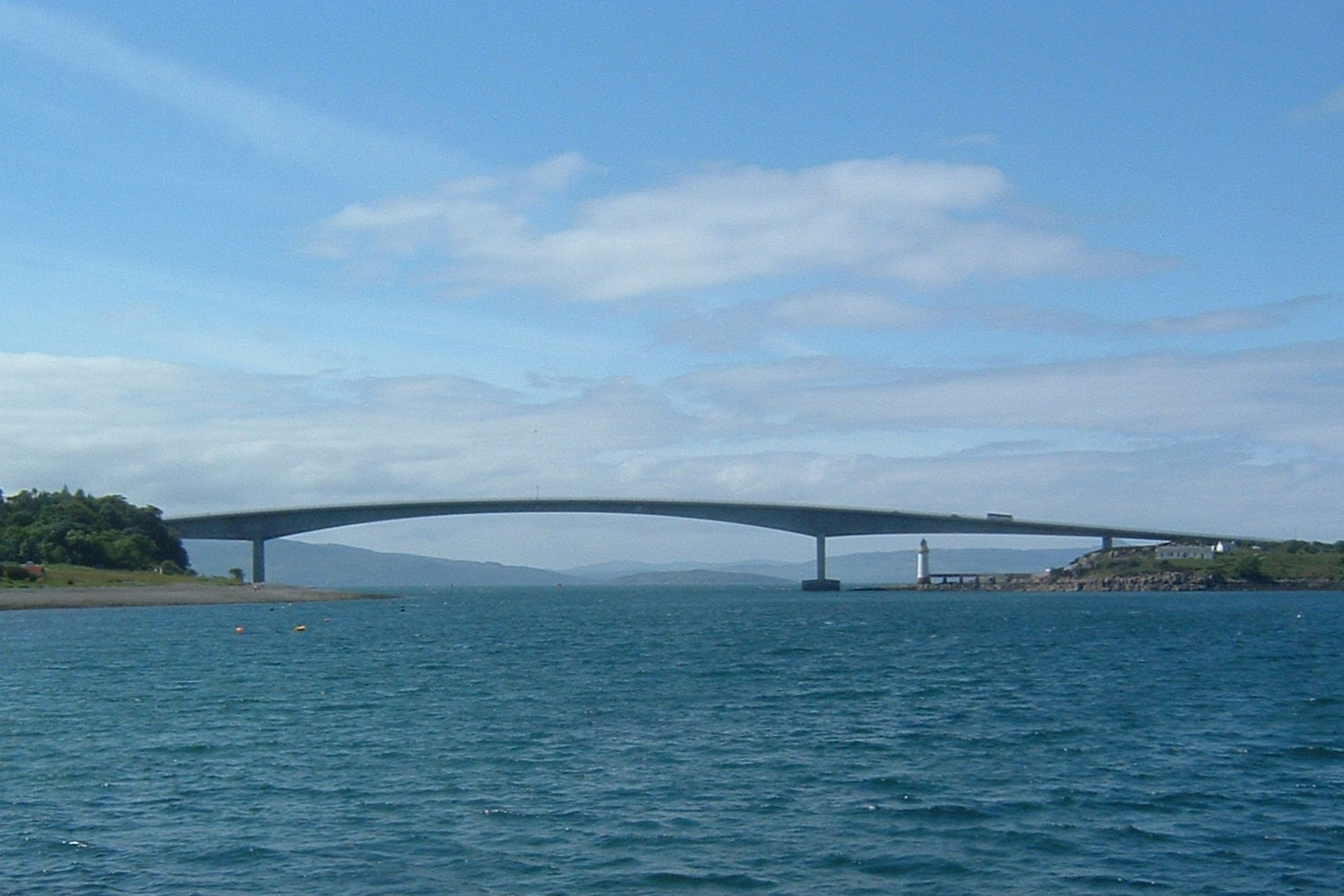
Podul Skye
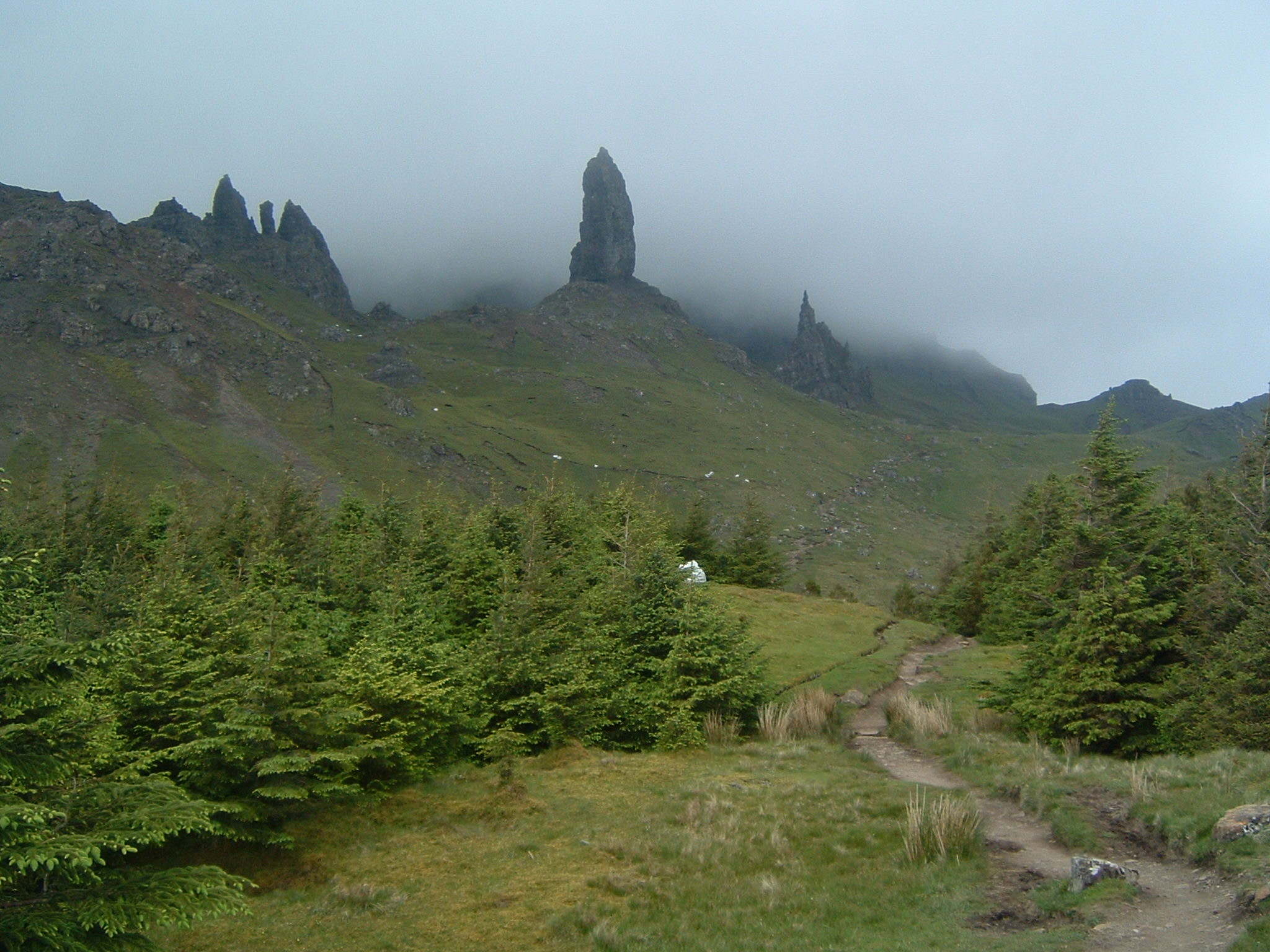
Stânca „Old Men of Storr”
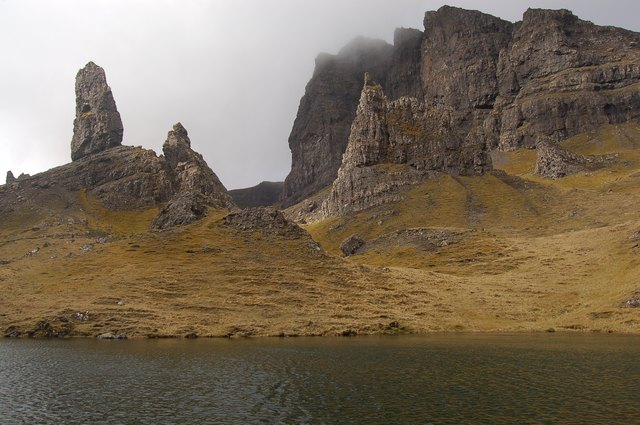
The Storr
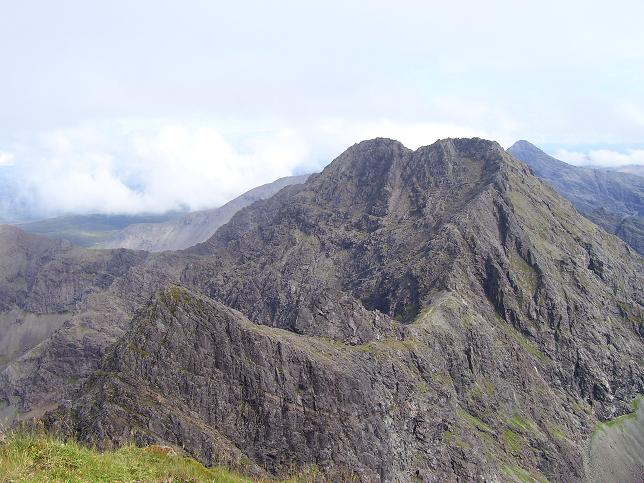
Sgùrr Alasdair
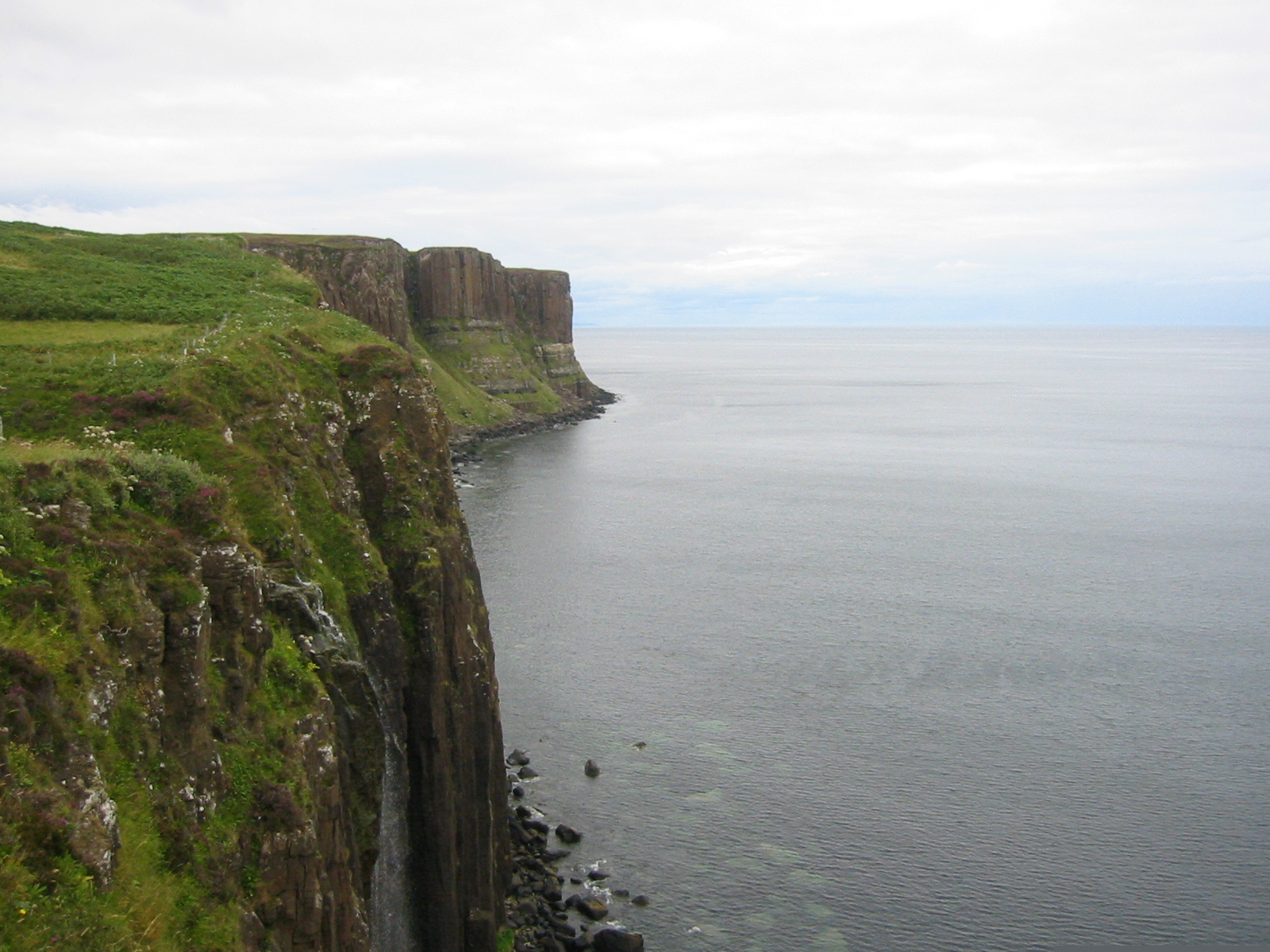
Stânci costiere

## Legături externe
- An historical perspective of Skye from the Ordnance Gazetteer of Scotland: A Survey of Scottish Topography, Statistical, Biographical and Historical, edited by Francis H. Groome. Originally published between 1882 and 1885 and provided on-line by the Gazetteer of Scotland.
- Independent guide to the Isle of Skye
- Skye Flora Arhivat în 8 februarie 2009, la Wayback Machine.
- Skye Birding Guide